# Sowjetischer Eishockeypokal 1970
Die Saison 1970 war die zwölfte Austragung des sowjetischen Eishockeypokals. Pokalsieger wurde zum ersten Mal Spartak Moskau. Bester Torschütze des Turniers war Walentin Gurejew von Spartak Moskau mit sechs Toren.

## Teilnehmer
| Teams der höchsten Spielklasse: | Teams der zweithöchsten Spielklasse: |
| --- | --- |
| - Torpedo Gorki - HK Dynamo Kiew - SKA Leningrad - Dynamo Moskau - Krylja Sowetow Moskau - Lokomotive Moskau - Spartak Moskau - ZSKA Moskau - Sibir Nowosibirsk - Awtomobilist Swerdlowsk - Traktor Tscheljabinsk - Chimik Woskressensk | - Awtomobilist Alma-Ata - Kristall Elektrostal - Torpedo Jaroslawl - SK Uritskogo Kasan - Torpedo Minsk - Metallurg Nowokusnezk - Diselist Pensa - Molot Perm - Kristall Saratow - Swesda Tscherbakul - Salawat Julajew Ufa - Torpedo Ust-Kamenogorsk |

## Ergebnisse

### Sechzehntelfinale
| Swesda Tscherbakul    | 5:3       | Traktor Tscheljabinsk   |
| Molot Perm            | 4:2       | Torpedo Jaroslawl       |
| Metallurg Nowokusnezk | 6:3       | Kristall Elektrostal    |
| Awtomobilist Alma-Ata | 7:6 n. P. | Torpedo Ust-Kamenogorsk |
| Salawat Julajew Ufa   | 5:2       | Sibir Nowosibirsk       |
| Torpedo Minsk         | 3:2       | Dynamo Kiew             |
| Torpedo Gorki         | 6:2       | SK Uritskogo Kasan      |
| Kristall Saratow      | 4:2       | Diselist Pensa          |

### Achtelfinale
| Lokomotive Moskau       | 9:4  | Torpedo Minsk         |
| Spartak Moskau          | 13:4 | Swesda Tscherbakul    |
| Krylja Sowetow Moskau   | 5:2  | Molot-Perm            |
| Chimik Woskressensk     | 4:2  | Awtomobilist Alma-Ata |
| SKA Leningrad           | 3:2  | Metallurg Nowokusnezk |
| Dynamo Moskau           | 5:1  | Salawat Julajew Ufa   |
| Awtomobilist Swerdlowsk | 10:5 | Kristall Saratow      |
| ZSKA Moskau             | 5:3  | Torpedo Gorki         |

### Viertelfinale
| Spartak Moskau          | 6:2       | Krylja Sowetow Moskau |
| Chimik Woskressensk     | 4:5 n. P. | SKA Leningrad         |
| Dynamo Moskau           | 6:2       | Lokomotive Moskau     |
| Awtomobilist Swerdlowsk | 2:9       | ZSKA Moskau           |

### Halbfinale
| Spartak Moskau | 10:7 | SKA Leningrad |
| Dynamo Moskau  | 4:3  | ZSKA Moskau   |

### Finale
| Spartak Moskau | 2:1 | Dynamo Moskau |

## Pokalsieger
| Pokalsieger Spartak Moskau | Torhüter: Alexander Gyssin Verteidiger: Waleri Kusmin, Igor Lapin, Alexei Makarow, Wladimir Merinow, Wladimir Migunko, Jewgeni Paladjew Angreifer: Walentin Gurejew, Alexander Jakuschew, Wiktor Jaroslawzew, Konstantin Klimow, Sergei Korotkow, Gennadi Krylow, Wladimir Markow, Alexander Martynjuk, Wladimir Schadrin, Anatoli Sewidow, Jewgeni Simin, Wjatscheslaw Starschinow Cheftrainer: Boris Majorow |